# Ниман-Штирнеман, Гунда
Гунда Ниман-Штирнеман (нем. Gunda Niemann-Stirnemann, урождённая — Клееман нем. Kleemann; род. 7 сентября 1966, Зондерсхаузен, округ Эрфурт, ГДР) — легендарная немецкая конькобежка, 3-кратная олимпийская чемпионка, 8-кратная чемпионка мира в классическом многоборье, 11-кратная чемпионка мира на отдельных дистанциях, 8-кратная чемпионка Европы в классическом многоборье, 19-кратная обладатель Кубка мира на дистанциях 1500 и 3000 м, (98 раз побеждала на отдельных дистанциях на этапах Кубка мира), 34-кратная чемпионка Германии. На протяжении карьеры установила 18 мировых рекордов, первый из которых в декабре 1990 года, а последний — в марте 2001 года (в возрасте 34 лет).

## Биография
Гунда Клееман выросла в Зондерсхаузене вместе со старшими двумя сёстрами и двумя братьями. В детстве увлекалась ездой на велосипеде, занималась плаванием, волейболом, настольным теннисом. С 1981 года занималась лёгкой атлетикой в детско-юношеской спортивной школе "KJS Erfurt" в Эрфурте. В сентябре 1983 года, в возрасте 17 лет занялась конькобежный спортом под руководством тренера Хорста Уредата в SC "Turbine Erfurt", а позже Габриэлы Фут. С 1990 года выступала за клуб "ESC Erfurt".
Уже два года спустя она впервые выиграла серебро в многоборье на 10-й детско-юношеской Спартакиаде ГДР в Хемнице. В сезоне 1987/88 Гунда выиграла чемпионат ГДР на дистанциях 3000 и 5000 м, а также дебютировала на Кубке мира, заняв сразу 2-е место в забеге на 3000 м. В 1988 году на дебютном чемпионате Европы в Консберге завоевала серебряную медаль в сумме многоборья, а следом на зимних Олимпийских играх в Калгари заняла 7-е места в забегах на 1500 и 5000 м.
Через год стала 3-кратной чемпионкой ГДР на отдельных дистанциях, выиграла золото в многоборье на чемпионате Европы в Берлине, а на дебютном чемпионате мира в классическом многоборье в Лейк-Плэсиде выиграла серебряную медаль. В общем зачёте Кубка мира сезона 1988/89 заняла 3-е место на дистанции 1500 м, а в 1990 году впервые выиграла Кубок мира в общем зачёте на дистанции 3000 м.
С 1990 по 1992 год Гунда одержала три победы подряд на чемпионате Европы в Херенвене, в Сараево и вновь в Херенвене. С 1991 года по 1993 год выиграла три раза подряд на чемпионате мира в классическом многоборье в Хамаре, в Херенвене и в Берлине.
В 1992 году на зимних Олимпийских играх в Альбервилле Гунда выиграла золотые медали на дистанциях 3000 и 5000 м, а также серебряную медаль в забеге на 1500 м. В 1994 году стала победителем в многоборье на чемпионате Европы в Хамаре, а на зимних Олимпийских играх в Лиллехаммере будучи фаворитом, она упала в забеге на 3000 м, но на дистанции 5000 м взяла серебро и на 1500 м стала третьей.
Она присоединилась к тренеру Стефану Гнейпелю в 1994 году и уверенно побеждала на международных соревнованиях. Два года подряд 1995 и 1996 становилась первой на чемпионатах Европы в Херенвене и с 1995 по 2000 год подряд выигрывала чемпионаты мира в классическом многоборье. Также с 1996 по 2001 год завоевала 11 золотых и 3 серебряные медали на чемпионатах мира на отдельных дистанциях.
В 2000 году она перешла к новому тренеру Клаусу Эберту. В 2001 году Гунда Ниман прервала карьеру, чтобы родить дочь. Вернулась в сезоне 2003/2004 и планировала участвовать на Олимпийских играх 2006 года в Турине, но получила травму спины и 27 октября 2005 года в возрасте 39 лет на семинаре DESG объявила о завершении спортивной карьеры.

## Карьера тренера
В апреле 2006 года Ниман-Штирнеман начала дистанционное обучение в Кёльнской академии тренеров, которое она завершила в 2009 году. Она стала тренером юношеской сборной Германии в возрасте от 17 до 19 лет. В 2014 году стала инструктором по тренировкам на посту руководителя в клубе "ESC Erfurt" сменив Стефана Гнейпеля. В июле 2020 года DESG назначила её координатором тренировок женской национальной сборной по командным соревнованиям в преддверии зимних Олимпийских игр 2022 года.

## Результаты
| Год  | ЧМ Европы         | Олимпийские игры                     | ЧМ мира дистанции        | ЧМ мира многоборье   |
| ---- | ----------------- | ------------------------------------ | ------------------------ | -------------------- |
| 1988 | · (, )            | 7-е 1500 м 7-е 5000 м                |                          |                      |
| 1989 | · (5, , )         |                                      |                          | · (10, 4, , )        |
| 1990 | · (, )            |                                      |                          | ДСК3 · (5, , ДСК, -) |
| 1991 | · (, )            |                                      |                          | · (4, , )            |
| 1992 | · (, )            | 1500 м · 3000 м · 5000 м             |                          | · (7, , )            |
| 1993 | 6-е · (21, , )    |                                      |                          | · (6, , )            |
| 1994 | · (, )            | 1500 м · ДСК 3000 м (+пад.) · 5000 м |                          |                      |
| 1995 | · (, )            |                                      |                          | · (, )               |
| 1996 | · (, )            |                                      | 3000 м                   | · (6, , )            |
| 1997 | · (7, , )         |                                      | 1500 м · 3000 м · 5000 м | · (, )               |
| 1998 |                   | 1500 м · 3000 м · 5000 м             | 1500 м · 3000 м · 5000 м | · (9, , )            |
| 1999 | 4-е · (12, 5, , ) |                                      | 1500 м · 3000 м · 5000 м | · (7, , )            |
| 2000 | · (11, , 6, )     |                                      | 3000 м · 5000 м          | · (8, , )            |
| 2001 | · (15, , )        |                                      | 3000 м · 5000 м          | ДСК2 (17, ДСК, -, -) |
| 2002 |                   |                                      |                          |                      |
| 2003 |                   |                                      |                          |                      |
| 2004 |                   |                                      | 5-е 3000 м 4-е 5000 м    |                      |

- В скобках указаны места на отдельных дистанциях, в порядке забегов (500 м, 3000 м, 1500 м, 5000 м)
- ДСК — дисквалификация
- Чемпионаты мира на отдельных дистанциях начали проводить с 1996 года

## Личная жизнь
В 2001 году новый зал конькобежного спорта в Эрфурте, где Гунда прожила большую часть жизни, получил название "Гунда-Ниман-Штирнеман-Халле". С 2012 года Гунда Ниман-Штирнеман руководила амбулаторной службой детских и юношеских хосписов города Эрфурт и его окрестностей. Здесь она оказывала поддержку детям с заболеваниями, укорачивающими жизнь, и их семьям. Мать Гунды была продавцом фруктово-овощного магазина, а отец - слесарем по специальности. Оба её родителя были активными спортсменами, мать легкоатлеткой, а отец футболистом. Они расстались, когда Гунде Клеманн было 9 лет. В апреле 1991 года Гунда Клеманн вышла замуж за бывшего дзюдоиста Детлефа Ниманна. После Олимпийских игр 1994 года в Лиллехаммере она объявила о расставании с ним. С июля 1997 года она живёт вторым браком со своим швейцарским менеджером Оливером Штирнеманом. 24 мая 2002 года Гунда Ниман родила дочь Викторию, которая пошла по стопам своей матери в мир конькобежного спорта.

## Награды
- 1995 - признана Спортсменкой года ARD.
- 1995, 1996 и 1997 год - удостоена награды „Eisoscar“ лыжного клуба Осло, высшей награды, присуждаемой в международном конькобежном спорте.
- 1998 год - стала почетным гражданином города Эрфурт.
- 1999 год - названа конькобежцем века.
- 2019 год - внесена в Зал славы немецкого спорта, как первая фигуристка.[8]